# 公共冷蔵庫

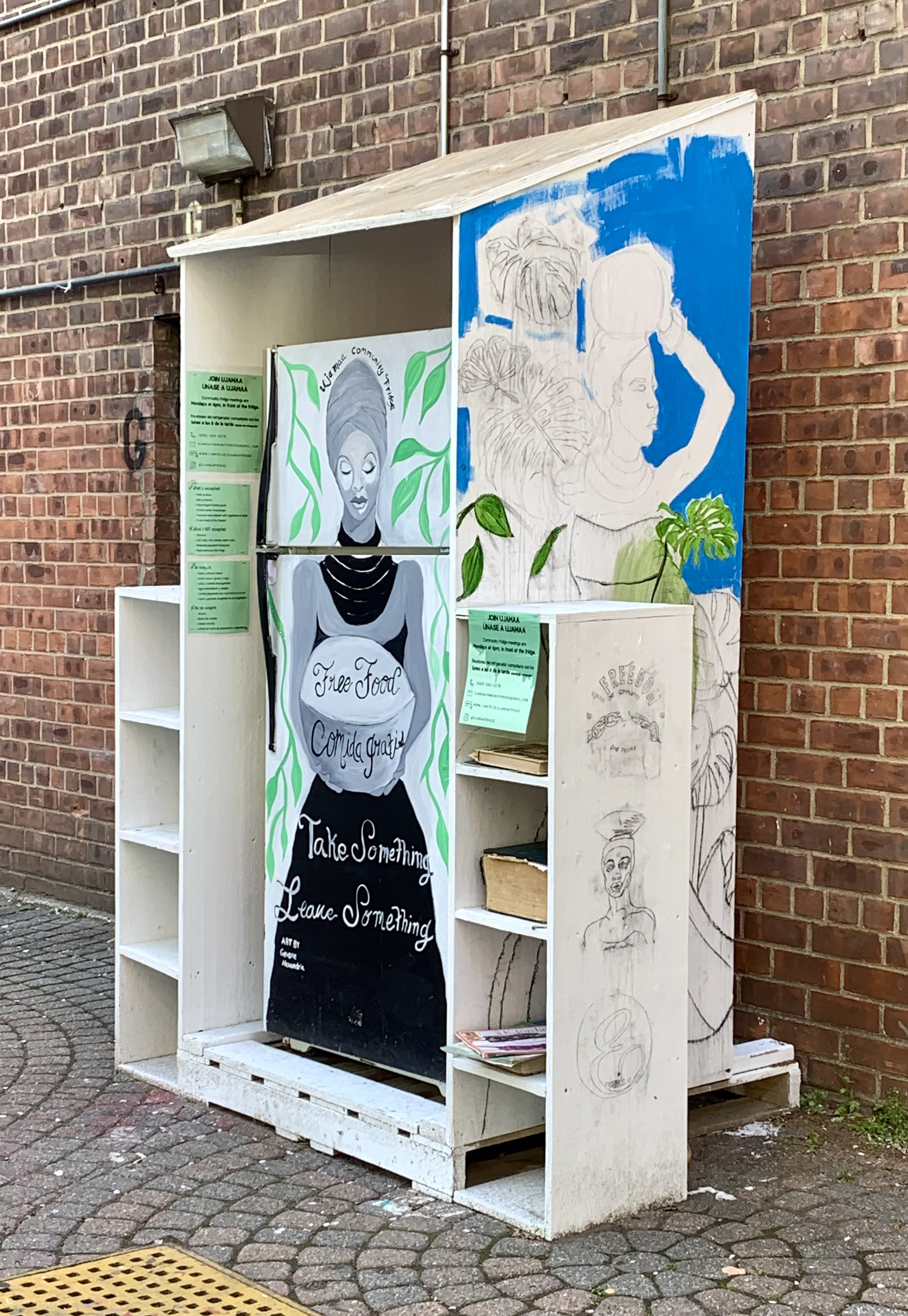
ニューヨークにあるコミュニティ・フリッジ

公共冷蔵庫（こうきょうれいぞうこ、英語: Community fridge）、もしくはコミュニティ・フリッジは、公共空間の中にある冷蔵庫（refidgerator、口語的にはfridge）のことである。「フリージ」（freedge。freeとfridgeをかけた語）と呼ばれることもある公共冷蔵庫は、コミュニティの中で食べ物を共有できるようにする相互扶助プロジェクトの一種である。一部のコミュニティ冷蔵庫には、腐りにくい食品用の関連スペースも用意されている。

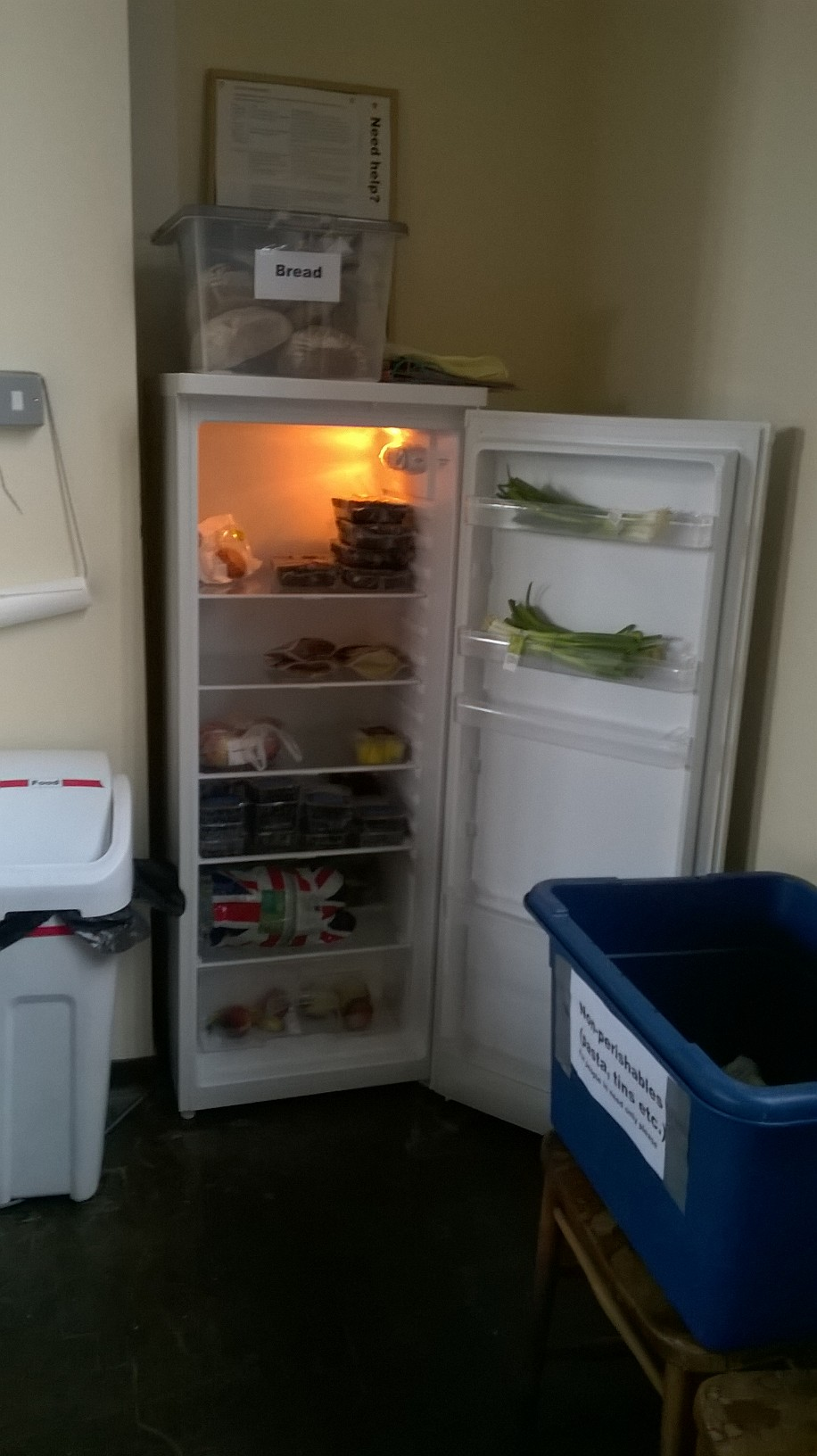
ボトリー（英国）の教会の片隅のコミュニティ・フリッジ。上部にパンの箱、椅子に生鮮食品の青い箱がある。

## 概要
以前からある食品パントリーとは異なり、公共冷蔵庫という草の根プロジェクトは、誰でも無制限に食品を出し入れできるようにし、それを利用することによる不名誉や恥ずかしさを感じなくて済むように配慮されている。冷蔵庫は分散型のアプローチを採用しており、多くの場合、ボランティア、コミュニティメンバー、地元企業、および大規模な組織のネットワークによって保守されている。公共冷蔵庫内の食品は、主に個人またはフードレスキュー組織によって寄付され、さまざまな場所から調達されている。トレーダー・ジョーズとホールフーズ・マーケットのような大手の食料品店は、売れ残りの食品を大量にフードレスキューに寄付し、彼らがコミュニティ・フリッジに食品を供給している。冷蔵庫に寄付された食品の多くは冷蔵庫がない場合、廃棄されていたとみられる。公共冷蔵庫の主な目的は、食品の不安を軽減すると同時に、食品廃棄物を軽減することである。それらは、困難に直面している人々が新鮮で栄養価の高い食品に簡単にアクセスできるようにする。冷蔵庫は、缶詰から生鮮食品、調理済みの食品まで、幅広い食品を提供している。調理済みの食品は、寄付時に調理日時などのラベルを貼る必要がある。多くの冷蔵庫は家庭用品、衛生用品も受け入れ、COVID-19のパンデミックの間、マスクやその他の個人用防護具（PPE:personal protective equipment）も提供した。コミュニティ冷蔵庫は、人々がコミュニティに接続できるようにするソーシャルスペースとしても機能している。「シェルターフォース」誌は、「コミュニティ冷蔵庫は、サービス提供のスイートスポットを発見したように見える。共有された人間性の暖かさを感じるのに十分近いが、恨みや負担の感覚を避けるのに十分な距離である」と述べている。多くの冷蔵庫も地元の芸術家によって描かれている。

## 歴史
最初のコミュニティ冷蔵庫は、ドイツでフードシェアリング（Foodsharing）と呼ばれるグループによって設置された。次のコミュニティ冷蔵庫は、2015年にスペインで開始された。
コミュニティ冷蔵庫は、米国の学生向けの最初の無料朝食プログラムで、USDAの学校朝食プログラムに影響を与えた1960年代のブラックパンサー無料朝食プログラムなどの食品イニシアチブからインスピレーションを得ている。
英国では、初期のコミュニティ冷蔵庫がフロム、サウスダービーシャー、 ブリクストン（ロンドン）、ボシー（オックスフォード）に設置された。コミュニティ冷蔵庫の全国ネットワークは、新しいプロジェクトに無料のサポートサービスを提供する環境慈善団体HubbubUKによって2017年7月に設立された。コミュニティ冷蔵庫の設置は、ニュージーランド、 インド、イスラエル、オランダ、カナダ（コミュニティ冷蔵庫トロントだけでも、7台の冷蔵庫を所有している）を中心に、最近、急速に拡大している。

## 日本
日本における最初の本格的なコミュニティ冷蔵庫は、2020年６月１７日、神奈川県横浜市鶴見区㈱木曽屋がラ　カンパーナ木曽屋ビルエントランスに設置。コミュニティ冷蔵庫®️フリーゴとして運営開始。自由に取り出せるコミュニティ冷蔵庫は欧州のやり方と同じである。フードシェアリング、フードロスゼロ対策として設置。根底には飢餓救済がある。地域で活用する冷蔵庫として運営されている。翌年2021年７月には同市戸塚区の認定特定非営利活動法人こまちぷらす　こまちカフェ内に設置。2021年２月には地域のマルシェにて小学校と連携し食べるものだけではなくSDGsの取り組みとして、お金を介さずいかにものが巡るかを試みている。